# یوتسوبا تو!
یوتسوبا تو! (ژاپنی: よつばと! هپبورن: Yotsuba to!) یک مجموعه مانگای ژاپنی به نویسندگی و تصویرسازی کیوهیکو آزوما خالق مانگای آزومانگا دای‌او است. این مانگا از ژانویه ۲۰۰۳ در ماهنامه دن‌گه‌کی دای‌او منتشر می‌شود و تاکنون در ۱۵ جلد تانکوبون جمع‌آوری شده است. داستان این مانگا دربارهٔ دختری به نام یوتسوبا است که در حال تجربه ماجراهای روزمره و کشف دنیای اطراف خود است. در این راه، پدر خوانده‌اش، همسایگان و دوستانش او را همراهی می‌کنند. برخی از شخصیت‌های یوتسوبا تو! پیش از این در یک مانگای تکباره به نام «Try! Try! Try!» از آزوما ظاهر شده بودند. عبارت «یوتسوبا تو» به معنی «یوتسوبا و» (Yotsuba and) است که در عناوین فصل‌ها هم به این شکل نمایش داده می‌شود، یعنی هر فصل با عنوان «یوتسوبا و [چیزی]» آغاز می‌شود.
این مانگا توسط ای‌دی‌وی برای توزیع به زبان انگلیسی مجوز گرفت و پنج جلد از آن بین سال‌های ۲۰۰۵ تا ۲۰۰۷ منتشر شد. قرار بود جلد ششم در فوریه ۲۰۰۸ منتشر شود، اما به تعویق افتاد. در کامیک‌کان نیویورک ۲۰۰۹، ین پرس اعلام کرد که مجوز انتشار این مانگا را در آمریکای شمالی به دست آورده است. این شرکت پنج جلد اول را با ترجمه‌های جدید منتشر کرد و جلد ششم را در سپتامبر ۲۰۰۹ منتشر کرد و همچنان به انتشار جلدهای بعدی ادامه می‌دهد.
این مانگا به دلیل استعداد هنری آزوما، نویسندگی و خلق و توسعهٔ شخصیت اصلی، تحسین زیادی از منتقدان و مخاطبان دریافت کرده و جوایز و نامزدی‌های زیادی به دست آورده است.